# Bernhard Karlgren
Bernhard Karlgren (Jönköping, 15 ottobre 1889 – Stoccolma, 20 ottobre 1978) è stato un linguista, filologo e sinologo svedese, fondatore della sinologia svedese come disciplina scientifica.
Il suo nome completo era Klas Bernhard Johannes Karlgren, e adottò il nome cinese di 高本漢 (pinyin: Gāo Běnhàn).
Pubblicò numerose opere popolari sulla lingua, la cultura e la storia cinese. Scrisse novelle sotto lo pseudonimo di Klas Gullman.
I suoi fratelli erano il professor Anton Karlgren ed il giurista Hjalmar Karlgren.

## Formazione e primo viaggio in Cina
Karlgren pubblicò il suo primo articolo scientifico all'età di sedici anni. Esso riguardava il dialetto della provincia svedese di Dalarna. Studiò più tardi all'Università di Uppsala nel 1907-1909, dove apprese il russo sotto la direzione del professor J. A. Lundell, uno slavista interessato alla fonologia comparativa. Decise quindi di applicare i metodi della fonologia storica comparativa alle lingue cinesi, che non erano ancora state studiate. Poiché all'epoca la lingua cinese non era insegnata in Svezia, Karlgren si recò a San Pietroburgo, dove studiò questa lingua con il professor A. I. Ivanoff per due mesi. Dal 1910 al 1912, Karlgren visse in Cina, dove approfondì la lingua e redasse una descrizione fonologica di 24 dialetti.

## Carriera come sinologo
Karlgren ritornò in Europa nel gennaio 1912, soggiornando a Londra, Parigi e infine Uppsala, dove presentò la sua tesi di dottorato nel 1915 (sebbene quest'ultima sia stata redatta in francese, la maggior parte delle sue pubblicazioni scientifiche saranno pubblicate in inglese).
Karlgren fu in particolare professore di lingue asiatiche a Göteborg nel 1918, e responsabile del dipartimento est asiatico dell'Università di Stoccolma nel 1939.
Nel 1946, Karlgren cominciò a contestare la storiografia dell'antica Cina, all'epoca poco scientificamente documentata. Passando in rassegna la letteratura legata alla storia pre-Han nel suo articolo Legends and Cults in Ancient China, sottolineò che "una caratteristica comune alla maggior parte di questi trattati è una curiosa mancanza di metodo critico nella manipolazione del materiale". Karlgren criticò in particolare l'utilizzazione non selettiva di documenti di epoche diverse per ricostruire la storia cinese antica. "In tal modo, si è giunti a resoconti molto completi e dettagliati, ma resoconti che sono in realtà caricature di quelli con basi scientifiche". Karlgren seguiva in questo le osservazioni di numerosi studiosi cinesi dell'inizio del XX secolo.

## Eredità
Karlgren fu il primo studioso ad utilizzare i principi scientifici sviluppati in Europa per la linguistica comparata per studiare la lingua cinese. Fu ugualmente il primo a ricostruire i suoni di quelli che vengono ora chiamati cinese medio (o cinese medievale) e cinese antico (che egli chiamò, rispettivamente, "cinese antico" e "cinese arcaico"), a partire segnatamente dai diversi cinese. Prima dei lavori di Karlgren, gli studiosi cinesi si accontentanvano di ricostruire le "categorie di rime" (韻部) del cinese antico e arcaico, ossia ad esempio le proprietà fonologiche e non quelle fonetiche. Karlgren suggerì anche che nei primi tempi storicamente identificabili della lingua cinese, i pronomi personali fossero soggetti a declinazione.
In realtà, Karlgren tentò di estendere le sue ricerche alla stessa storia cinese, al di là delle caratteristiche della lingua e della sua diffusione. Come scrisse nel suo adattamento inglese Sound and Symbol in Chinese (1923), Capitolo I: "Di conseguenza, sebbene le tradizioni cinesi non forniscano alcun indizio di un'emigrazione proveniente da un paese straniero, e sebbene non esista alcun point d'appui cronologico esterno, nondimeno siamo in grado di affermare, da fonti interne, che la tradizione cinese che colloca il regno dell'imperatore Yao nel XXIV secolo a.C. è corretta; che i Cinesi anche in quei tempi remoti erano astronomi esperti; che misero per iscritto in lingua cinese testimonianze di eventi memorabili, e che con tutta probabilità scrissero i loro resoconti subito dopo gli eventi; in breve, che una civiltà cinese ben sviluppata - che poggiava senza dubbio su fondamenta vecchie di secoli - e la lingua cinese, esistevano sul suolo cinese duemila anni avanti Cristo."

## Opere principali

### Studi
- Études sur la phonologie chinoise. 1915-1926.
- Ordet och Pennan i Mittens Rike, 1918, adapté en anglais sous le nom Sound and Symbol in Chinese, Oxford, 1923.
- Analytic Dictionary of Chinese and Sino-Japanese 1923.
- "The Authenticity of Ancient Chinese Texts", Bulletin of the Museum of Far Eastern Antiquities, 1929.
- "The Early History of the Chou Li and Tso Chuan Texts", Bulletin of the Museum of Far Eastern Antiquities, 1931.
- "Word Families in Chinese", Bulletin of the Museum of Far Eastern Antiquities, 1933.
- "New Studies on Chinese Bronzes", Bulletin of the Museum of Far Eastern Antiquities, 1937.
- "Grammata Serica, Script and Phonetics in Chinese and Sino-Japanese", The Bulletin of the Museum of Far Eastern Antiquities, Stockholm, 1940.
- "Huai and Han", The Bulletin of the Museum of Far Eastern Antiquities, Stockholm, 1941.
- "Glosses on the Kuo Feng Odes", The Bulletin of the Museum of Far Eastern Antiquities, Stockholm, 1942.
- "Glosses on the Siao Ya Odes", The Bulletin of the Museum of Far Eastern Antiquities, Stockholm, 1944.
- "Glosses on the Ta Ya and Sung Odes", The Bulletin of the Museum of Far Eastern Antiquities, Stockholm, 1946.
- "Legends and Cults in Ancient China", The Bulletin of the Museum of Far Eastern Antiquities, Stockholm, 1946.
- "The Book of Documents", The Bulletin of the Museum of Far Eastern Antiquities, Stockholm, 1950.
- "Compendium of Phonetics in Ancient and Archaic Chinese", The Bulletin of the Museum of Far Eastern Antiquities, Stockholm, 1954.
- Grammata Serica Recensa. 1957